# Tamsier Joof Aviance
Tamsier Joof Aviance (Londres, 17 de maio de 1973) é um modelo, dançarino, coreógrafo, empresário e apresentador britânico.